# Puchar Europy Mistrzyń Krajowych siatkarek (1982/1983)
Puchar Europy Mistrzyń Krajowych 1983 – 23. sezon Pucharu Europy Mistrzyń Krajowych rozgrywanego od 1960 roku, organizowanego przez Europejską Konfederację Piłki Siatkowej (CEV) w ramach europejskich pucharów dla żeńskich klubowych zespołów siatkarskich "starego kontynentu".

## Drużyny uczestniczące
- BSK Bergen
- Temse VC Oostende
- Leixoes Matosinhos
- Hapoel Merchawia
- SC Uni Bazylea
- Crvena zvezda Belgrad
- ÖMV Blau Gelb Wiedeń
- Dinamo Tirana
- Eczacıbaşı Stambuł
- AF Cornella
- AEL Limassol
- Panathinaikos Ateny
- CSM Clamart
- CA Luksemburg
- Helsingor KFUM
- Iyvaskylan Pes Veikot
- Urałoczka Swierdłowsk
- Olimpia Teodora Rawenna
- Vasas Izo Budapeszt
- Slávia UK Bratysława
- SC Traktor Schwerin
- Sollentuna Sztokholm
- SV Lohhof
- DVC Dokkum

## Rozgrywki

### Runda wstępna
| Data       | Drużyna 1          | Wynik | Drużyna 2             | Sety                            |
| ---------- | ------------------ | ----- | --------------------- | ------------------------------- |
|            | BSK Bergen         | 1:3   | Temse VC Oostende     |                                 |
|            | BSK Bergen         | 2:3   | Temse VC Oostende     |                                 |
|            |                    |       |                       |                                 |
|            | Leixoes Matosinhos | 3:0   | Hapoel Merchawia      |                                 |
|            | Leixoes Matosinhos | 3:0   | Hapoel Merchawia      |                                 |
|            |                    |       |                       |                                 |
|            | Uni Bazylea        | 1:3   | Crvena Zvezda Belgrad |                                 |
|            | Uni Bazylea        | 0:3   | Crvena Zvezda Belgrad |                                 |
|            |                    |       |                       |                                 |
|            | Blau Gelb Wiedeń   | 0:3   | Dinamo Tirana         | walkower                        |
|            |                    |       |                       |                                 |
|            | Eczacıbaşı Stambuł | 3:0   | AF Cornella           |                                 |
|            | Eczacıbaşı Stambuł | 3:0   | AF Cornella           |                                 |
|            |                    |       |                       |                                 |
|            | AEL Limassol       | 0:3   | Panathinaikos Ateny   |                                 |
|            | AEL Limassol       | 2:3   | Panathinaikos Ateny   |                                 |
|            |                    |       |                       |                                 |
|            | CSM Clamart        | 3:0   | CA Luksemburg         |                                 |
|            | CSM Clamart        | 3:0   | CA Luksemburg         |                                 |
|            |                    |       |                       |                                 |
| 07.11.1982 | Helsingor KFUM     | 3:2   | Iyvaskylan Pes Veikot | 15:12, 4:15, 11:15, 15:7, 15:2  |
| 14.11.1982 | Helsingor KFUM     | 2:3   | Iyvaskylan Pes Veikot | 14:16, 15:10, 9:15, 15:11, 8:15 |

### Runda 1/8
| Data       | Drużyna 1             | Wynik | Drużyna 2               | Sety               |
| ---------- | --------------------- | ----- | ----------------------- | ------------------ |
|            | Urałoczka Swierdłowsk | 3:0   | Temse VC Oostende       |                    |
|            | Urałoczka Swierdłowsk | 3:0   | Temse VC Oostende       |                    |
|            |                       |       |                         |                    |
| 04.12.1982 | Leixoes Matosinhos    | 0:3   | Olimpia Teodora Rawenna | 2:15, 3:15, 11:15, |
| 12.12.1982 | Leixoes Matosinhos    | 0:3   | Olimpia Teodora Rawenna | 1:15, 9:15, 2:15   |
|            |                       |       |                         |                    |
|            | Vasas Izo Budapeszt   | 3:0   | Crvena Zvezda Belgrad   |                    |
| 04.12.1982 | Vasas Izo Budapeszt   | 3:0   | Crvena Zvezda Belgrad   | 15:10, 15:9, 15:12 |
|            |                       |       |                         |                    |
| 04.12.1982 | Dinamo Tirana         | 3:0   | Eczacıbaşı Stambuł      | 15:4, 15:3, 15:1   |
| 12.12.1982 | Dinamo Tirana         | 3:0   | Eczacıbaşı Stambuł      | 15:12, 16:14, 15:8 |
|            |                       |       |                         |                    |
| 04.12.1982 | Slávia UK Bratysława  | 3:0   | Panathinaikos Ateny     | 15:0, 15:2, 15:2   |
| 11.12.1982 | Slávia UK Bratysława  | 3:0   | Panathinaikos Ateny     | 15:1, 15:0, 15:2   |
|            |                       |       |                         |                    |
|            | SC Traktor Schwerin   | 3:0   | Sollentuna Sztokholm    | 15:5, 15:3, 15:1   |
|            | SC Traktor Schwerin   | 3:0   | Sollentuna Sztokholm    | 15:6, 15:12, 15:4  |
|            |                       |       |                         |                    |
|            | SV Lohhof             | 3:0   | CSM Clamart             |                    |
|            | SV Lohhof             | 3:0   | CSM Clamart             |                    |
|            |                       |       |                         |                    |
| 04.12.1982 | VC Dokkum             | 3:0   | Helsingor KFUM          | 15:6, 15:4, 15:3   |
| 12.12.1982 | VC Dokkum             | 3:1   | Helsingor KFUM          |                    |

### Ćwierćfinał
| Data       | Drużyna 1             | Wynik | Drużyna 2               | Sety                           |
| ---------- | --------------------- | ----- | ----------------------- | ------------------------------ |
|            | Urałoczka Swierdłowsk | 3:2   | Olimpia Teodora Rawenna | 9:15, 13:15, 15:5, 15:11, 15:8 |
|            | Urałoczka Swierdłowsk | 3:1   | Olimpia Teodora Rawenna | 15:13, 15:7 13:15, 15:9        |
|            |                       |       |                         |                                |
| 13.01.1983 | Dinamo Tirana         | 1:3   | Vasas Izo Budapeszt     | 15:13, 4:15, 8:15, 7:15        |
| 19.01.1983 | Dinamo Tirana         | 0:3   | Vasas Izo Budapeszt     | 4:15, 3:15, 6:15               |
|            |                       |       |                         |                                |
| 12.01.1983 | Slávia UK Bratysława  | 3:0   | SC Traktor Schwerin     | 15:5, 15:10, 15:5              |
|            | Slávia UK Bratysława  | 1:3   | SC Traktor Schwerin     | 10:15, 15:3, 13:15, 16:18      |
|            |                       |       |                         |                                |
| 11.01.1983 | VC Dokkum             | 0:3   | SV Lohhof               | 10:15, 11:15, 10:15,           |
| 18.01.1983 | VC Dokkum             | 1:3   | SV Lohhof               | 5:15, 15:6, 8:15, 6:15         |

### Turniej finałowy
Ankara
Tabela
| Lp. | Drużyna               | Pkt | Mecze | Mecze | Mecze | Sety | Sety | Sety  |
| Lp. | Drużyna               | Pkt | M     | W     | P     | wyg. | prz. | ratio |
| --- | --------------------- | --- | ----- | ----- | ----- | ---- | ---- | ----- |
| 1   | Urałoczka Swierdłowsk | 6   | 3     | 3     | 0     | 9    | 1    | 9.000 |
| 2   | Vasas Izo Budapeszt   | 4   | 3     | 1     | 2     | 4    | 6    | 0.667 |
| 3   | Slavia Bratislava     | 4   | 3     | 1     | 2     | 3    | 6    | 0.500 |
| 4   | SV Lohhof             | 4   | 3     | 1     | 2     | 3    | 6    | 0.500 |

Wyniki
| Data | Drużyna 1             | Wynik | Drużyna 2            | Sety                     |
| ---- | --------------------- | ----- | -------------------- | ------------------------ |
|      | SV Lohhof             | 3:0   | Vasas Izo Budapeszt  | 15:11, 15:11, 15:5       |
|      | Urałoczka Swierdłowsk | 3:0   | Slávia UK Bratysława | 15:7, 15:7, 15:9         |
|      |                       |       |                      |                          |
|      | Urałoczka Swierdłowsk | 3:0   | SV Lohhof            | 15:5, 15:9, 15:9         |
|      | Vasas Izo Budapeszt   | 3:0   | Slávia UK Bratysława | 15:12, 15:5, 15:6        |
|      |                       |       |                      |                          |
|      | Slávia UK Bratysława  | 3:0   | SV Lohhof            | 15:8, 15:7, 15:5         |
|      | Urałoczka Swierdłowsk | 3:1   | Vasas Izo Budapeszt  | 15:8, 15:11, 12:15, 15:5 |

## Klasyfikacja końcowa
| Miejsce | Drużyna               |
| ------- | --------------------- |
| złoto   | Urałoczka Swierdłowsk |
| srebro  | Vasas Izo Budapeszt   |
| brąz    | Slávia UK Bratysława  |
| 4.      | SV Lohhof             |